# España en el Giro de Italia
El Giro de Italia inició su andadura en 1909 remontándose la primera participación española a la edición del 1931, cuando Ricardo Montero y Mariano Cañardo formaron parte del pelotón de salida aunque ninguno de ellos llegaría a finalizar la prueba. No sería hasta la edición de 1933 cuando Isidro Figueras, en el puesto 39,[cita requerida] y Vicente Trueba, en el puesto 43, se convirtieron en los primeros ciclistas españoles en finalizar un Giro.

## Vencedores del Giro
España ha conseguido 4 victorias en el Giro de Italia. El primer español vencedor de la ronda italiana fue Miguel Induráin en la edición de 1992 que repetiría victoria en la edición de 1993. Posteriormente, en 2008 Alberto Contador consiguió la tercera victoria española en el Giro repitiendo victoria en 2015.
El detalle de las victorias absolutas en el Giro de corredores españoles es el siguiente:
| Victorias | Ciclista         | Ediciones  |
| --------- | ---------------- | ---------- |
| 2         | Miguel Induráin  | 1992, 1993 |
| 2         | Alberto Contador | 2008, 2015 |

## Vencedores de etapa
El primer ciclista español que consiguió una victoria de etapa en el Giro de Italia fue Bernardo Ruiz quien, en la edición de 1955, se impuso en la 10.ª etapa disputada en un circuito con inicio y final en Roma. Desde entonces, y hasta la edición de 2024, 56 ciclistas españoles han logrado un total de 114 victorias de etapa con el siguiente detalle:
| Victorias | Ciclista                    | Etapas |
| --------- | --------------------------- | --- |
| 20        | Miguel Poblet               | 1956 - 5.ª etapa: Voghera – Mantua 1956 - 10.ª etapa: Campobasso – Salerno 1956 - 17.ª etapa: Bolonia – Rapallo 1956 - 19.ª etapa: Lecco – Sondrio 1957 - 3.ª etapa: Verona – Ferrara 1957 - 9.ª etapa: Nápoles – Frascati 1957 - 10.ª etapa: Roma – Siena 1957 - 18.ª etapa: Como – Trento 1958 - 16.ª etapa: Verona – Levico Terme 1958 - 19.ª etapa: Trento – Gardone Riviera 1958 - 20.ª etapa: Saló – Milán 1959 - 6.ª etapa: Roma – Nápoles 1959 - 13.ª etapa: Rímini – Verona 1959 - 15.ª etapa: Trento – Bolzano 1960 - 3.ª etapa: Sorrento – Campobasso 1960 - 7.ª etapa: Bellaria-Igea Marina 1960 - 9.ª etapa: Cave di Carrara 1961 - 1.ª etapa: Turín 1961 - 2.ª etapa: Turín – San Remo 1961 - 21.ª etapa: Bormio – Milán |
| 9         | José Manuel Fuente          | 1971 – 10.ª etapa: Forte dei Marmi – Pian del Falco di Sestola 1972 – 4.ª etapa: Francavilla – Blockhaus (Majella) 1972 – 17.ª etapa: Livigno – Passo Stelvio 1973 – 19.ª etapa: Andalo – Auronzo di Cadore 1974 – 3.ª etapa: Pompeya – Sorrento 1974 – 9.ª etapa: Macerata – Monte Carpegna 1974 – 11.ª etapa: Módena – Il Ciocco 1974 – 16.ª etapa: Valenza – Monte Generoso 1974 – 20.ª etapa: Pordenone – Tre Cime di Lavaredo |
| 4         | Angelino Soler              | 1962 – 3.ª etapa: Sestri Levante – Panicagliora 1962 – 16.ª etapa: Aprica – Pian dei Resinelli 1962 – 18.ª etapa: Casale Monferrato – Frabosa Soprana 1964 – 7.ª etapa: Verona – Lavarone |
| 4         | Julio Jiménez Muñoz         | 1966 – 2.ª etapa: Imperia – Monesi 1966 – 15.ª etapa: Arona – Brescia 1968 – 9.ª etapa: Brescia – Lido di Caldonazzo 1968 – 18.ª etapa: Foligno – Abadía San Salvatore |
| 4         | Miguel Induráin             | 1992 – 3.ª etapa: Arezzo – Sansepolcro 1992 – 21.ª etapa: Vigevano – Milán 1993 – 10.ª etapa: Senigallia – Senigallia 1993 – 19.ª etapa: Pinerolo – Sestriere |
| 3         | Miguel María Lasa Urquía    | 1970 – 12.ª etapa: Francavilla – Loreto 1972 – 11.ª etapa: Monte Argentario – Forte dei Marmi 1981– 12.ª etapa: Borno – Dimaro Val di Sole |
| 3         | Eduardo Chozas              | 1983 – 5.ª etapa: Terni – Vasto 1990 – 2.ª etapa: Sala Consilina – Vesubio 1991 – 13.ª etapa: Savigliano – Sestriere |
| 3         | Aitor González              | 2002 – 8.ª etapa: Capannori – Orvieto 2002 – 19.ª etapa: Cambiago – Monticello Brianza 2003 – 15.ª etapa: Merano – Bolzano |
| 3         | Mikel Landa                 | 2015 – 15.ª etapa: Marostica – Madonna di Campiglio 2015 – 16.ª etapa:Pinzolo - Aprica 2017 – 19.ª etapa: San Candido – Piancavallo |
| 3         | Mikel Nieve                 | 2011 – 15.ª etapa: Conegliano – Gardeccia/Val di Fassa 2016 – 13.ª etapa:Palmanova - Cividale del Friuli 2018 - 20.ª etapa Susa – Breuil-Cervinia |
| 2         | Salvador Botella            | 1958 – 3.ª etapa: Varese – Saint Vicent d’Aosta 1960 – 4.ª etapa: Campobasso – Pescara |
| 2         | Domingo Perurena            | 1971 – 6.ª etapa: L’Aquila – Orvieto 1975 – 7.ª etapa: Castrovillari – Padula |
| 2         | Alberto Fernández Blanco    | 1983 – 6.ª etapa: Vasto – Campitello Matese 1983 – 17.ª etapa: Bérgamo – Colle San Fermo |
| 2         | Marino Lejarreta            | 1984 – 19.ª etapa: Merano – Selva di Val Gardena 1991 – 5.ª etapa: Sorrento – Scanno |
| 2         | Laudelino Cubino            | 1994 – 7.ª etapa: Fiuggi – Fiuggi 1995 – 8.ª etapa: Acquappesa – Monte Sirino |
| 2         | Ángel Edo                   | 1996 – 5.ª etapa: Metaponto – Crotone 1998 – 8.ª etapa: Alba – Imperia |
| 2         | José Luis Rubiera Vigil     | 1997 – 19.ª etapa: Predazzo – Falzes 2000 – 13.ª etapa: Feltre – Selva di Val Gardena |
| 2         | Carlos Sastre               | 2009 – 16.ª etapa: Pérgola – Monte Petrano 2009 - 19.ª etapa: Avellino - Monte Vesuvio |
| 2         | Francisco Ventoso           | 2011 – 6.ª etapa: Orvieto – Fiuggi Terme 2012 - 9.ª etapa: San Giorgio del Sannio - Frosinone |
| 2         | Joaquim Rodríguez           | 2012 – 10.ª etapa: Civitavecchia – Assisi 2012 – 17.ª etapa:Falzes - Cortina d'Ampezzo |
| 2         | Beñat Intxausti             | 2013 – 16.ª etapa: Valloire – Ivrea 2015 – 8.ª etapa:Fiuggi - Campitello Matese |
| 2         | Pello Bilbao                | 2019 - 7.ª etapa: Vasto – L'Aquila 2019 – 20.ª etapa: Feltre – Croce d'Aune |
| 1         | Bernardo Ruiz               | 1955 – 10.ª etapa: Roma – Roma |
| 1         | Federico Martín Bahamontes  | 1958 – 4.ª etapa: Saint Vicent d’Aosta – Turín |
| 1         | Antonio Suárez              | 1961 – 7.ª etapa: Reggio Calabria – Cosenza |
| 1         | Jaime Alomar                | 1963 – 3.ª etapa: Bari – Campobasso |
| 1         | Antonio Gómez del Moral     | 1967 – 2.ª etapa: Alessandria – La Spezia |
| 1         | Francisco Gabica            | 1967 – 17.ª etapa: Verona – Vicenza |
| 1         | Aurelio González Puente     | 1967 – 22.ª etapa: Tirano – Madonna del Ghisallo |
| 1         | José Antonio Momeñe         | 1968 – 6.ª etapa: San Remo – Alessandria |
| 1         | Luis Pedro Santamarina      | 1968 – 20.ª etapa: Roma – Rocca di Cambio |
| 1         | Vicente López Carril        | 1971 – 5.ª etapa: Pescasseroli – Gran Sasso d'Italia |
| 1         | Santiago Lazcano            | 1974 – 17.ª etapa: Como – Iseo |
| 1         | Francisco Galdós            | 1975 – 21.ª etapa: Alleghe – Passo Stelvio |
| 1         | Antonio Menéndez            | 1976 – 11.ª etapa: Terni – Gabicce Mare |
| 1         | Andrés Gandarias            | 1976 – 19.ª etapa: Longarone – Vigo di Fassa |
| 1         | Juan Fernández              | 1980 – 8.ª etapa: Orvieto – Fiuggi |
| 1         | Vicente Belda               | 1982 – 16.ª etapa: Comacchio – San Martino di Castrozza |
| 1         | Pedro Muñoz                 | 1986 – 16.ª etapa: Erba – Foppolo |
| 1         | Roberto Heras               | 1999 – 21.ª etapa: Madonna di Campiglio – Aprica |
| 1         | Álvaro González de Galdeano | 2000 – 17.ª etapa: Meda – Génova |
| 1         | Pablo Lastras               | 2001 – 11.ª etapa: Bled – Gorizia |
| 1         | Juan Carlos Domínguez       | 2002 – Prólogo: Groningen – Groningen |
| 1         | Koldo Gil                   | 2005 – 7.ª etapa: Grosseto – Pistoia |
| 1         | Joan Horrach                | 2006 – 12.ª etapa: Livorno – Sestri Levante |
| 1         | Juan Manuel Gárate          | 2006 – 19.ª etapa: Pordenone – Passo San Pellegrino |
| 1         | Iban Mayo                   | 2007 – 19.ª etapa: Treviso – Comano Terme |
| 1         | Ángel Vicioso               | 2011 – 3.ª etapa: Reggio Emilia – Rapallo |
| 1         | Igor Antón                  | 2011 – 14.ª etapa: Lienz – Monte Zoncolan |
| 1         | Ion Izagirre                | 2012 – 16.ª etapa: Limone sul Garda – Falzes |
| 1         | Alejandro Valverde          | 2016 – 16.ª etapa: Bressanone – Andalo |
| 1         | Gorka Izagirre              | 2017 – 8.ª etapa: Molfetta – Peschici |
| 1         | Omar Fraile                 | 2017 – 11.ª etapa: Florencia – Bagno di Romagna |
| 1         | Pelayo Sánchez              | 2024 – 6.ª etapa: Viareggio – Rapolano Terme |
| 1         | Juan Ayuso                  | 2025 – 7.ª etapa: Castel di Sangro – Tagliacozzo |
| 1         | Carlos Verona               | 2025 – 15.ª etapa: Fiume Veneto – Asiago |

## Maglia rosa
La maglia rosa es la prenda que identifica al líder de la clasificación general de la prueba. Su color es un homenaje al organizador de la prueba, el periódico deportivo milanés La Gazzetta dello Sport cuyas hojas son de color rosa. El primer ciclista español que lo portó fue Salvador Botella en la edición de 1958. Desde entonces 17 ciclistas españoles han portado la maglia rosa en 139 días con el siguiente detalle:
| Días | Ciclista                | Ediciones            |
| ---- | ----------------------- | -------------------- |
| 29   | Miguel Induráin         | (20) 1992 y (9) 1993 |
| 23   | Alberto Contador        | (7) 2008 y (16) 2015 |
| 15   | José Manuel Fuente      | (4) 1972 y (11) 1974 |
| 11   | Julio Jiménez Muñoz     | (11) 1966            |
| 10   | Francisco Galdós        | (10) 1975            |
| 10   | Joaquim Rodríguez       | (10) 2012            |
| 10   | Juampe López            | (10) 2022            |
| 8    | José Pérez Francés      | (8) 1967             |
| 6    | Miguel Poblet           | (6) 1961             |
| 5    | David Arroyo            | (5) 2010             |
| 4    | Antonio Suárez          | (1) 1961 y (3) 1962  |
| 3    | Antonio Gómez del Moral | (3) 1967             |
| 1    | Salvador Botella        | (1) 1958             |
| 1    | Abraham Olano           | (1) 1996             |
| 1    | José Enrique Gutiérrez  | (1) 2000             |
| 1    | Juan Carlos Domínguez   | (1) 2002             |
| 1    | Beñat Intxausti         | (1) 2013             |

## Clasificaciones secundarias

### Gran Premio de la montaña
La maglia verde identifica al mejor escalador de la prueba. Aunque la clasificación de mejor escalador se creó en la edición de 1933 la maglia verde no se instauraría hasta la edición de 1974.
El primer ciclista español que logró la clasificación de mejor escalador del Giro fue Federico Martín Bahamontes al obtenerla ex aequo, en la edición de 1956, con Charly Gaul. Desde entonces los ciclistas españoles han logrado un total de 16 victorias en esta clasificación con el siguiente detalle:
| Victorias                  | Ciclista           | Ediciones               |
| -------------------------- | ------------------ | ----------------------- |
| 4                          | José Manuel Fuente | 1971, 1972, 1973 y 1974 |
| 2                          | Andrés Oliva       | 1975 y 1976             |
| 1                          |                    |                         |
| Federico Martín Bahamontes | 1956               |                         |
| Angelino Soler             | 1962               |                         |
| Aurelio González Puente    | 1967               |                         |
| Faustino Fernández Ovies   | 1977               |                         |
| José Luis Navarro          | 1985               |                         |
| Pedro Muñoz                | 1986               |                         |
| Iñaki Gastón               | 1991               |                         |
| Juan Manuel Gárate         | 2006               |                         |
| Mikel Nieve                | 2016               |                         |
| Mikel Landa                | 2017               |                         |

### Clasificación por puntos
La maglia rossa (roja) o de la regularidad identifica al líder de la clasificación por puntos de la prueba. La clasificación por punto se creó en 1966 aunque no será hasta el año siguiente en el que esta clasificación se asocie a una maglia: la maglia rossa que se mantendrá hasta la edición de 1968. Desde 1969 se utilizará la maglia ciclamino (púrpura) que se mantendrá hasta la edición de 2009 para a partir de entonces volver a utilizarse la inicial maglia rossa. 
En 2012 Joaquim Rodríguez se convirtió en el primer español en lograr hacerse con la clasificación por puntos.
| Victorias | Ciclista          | Ediciones |
| --------- | ----------------- | --------- |
| 1         | Joaquim Rodríguez | 2012      |

### Clasificación de los jóvenes
| Victorias | Ciclista     | Ediciones |
| --------- | ------------ | --------- |
| 1         | Juampe López | 2022      |

### Premio de la combatividad
| Victorias | Ciclista    | Ediciones |
| --------- | ----------- | --------- |
| 1         | Mikel Landa | 2017      |

## Podios
| Ciclista                 | Primero | Último | 1.º | 2.º | 3.º | Total |
| ------------------------ | ------- | ------ | --- | --- | --- | ----- |
| Antonio Suárez           | 1961    | 1961   | 0   | 0   | 1   | 1     |
| José Manuel Fuente       | 1972    | 1972   | 0   | 1   | 0   | 1     |
| Francisco Galdós         | 1972    | 1975   | 0   | 1   | 1   | 2     |
| Alberto Fernández Blanco | 1983    | 1983   | 0   | 0   | 1   | 1     |
| Miguel Induráin          | 1992    | 1994   | 2   | 0   | 1   | 3     |
| Abraham Olano            | 1996    | 2001   | 0   | 1   | 1   | 2     |
| Unai Osa                 | 2001    | 2001   | 0   | 0   | 1   | 1     |
| José Enrique Gutiérrez   | 2006    | 2006   | 0   | 1   | 0   | 1     |
| Alberto Contador         | 2008    | 2015   | 2   | 0   | 0   | 2     |
| Carlos Sastre            | 2009    | 2009   | 0   | 1   | 0   | 1     |
| David Arroyo             | 2010    | 2010   | 0   | 1   | 0   | 1     |
| Joaquim Rodríguez        | 2012    | 2012   | 0   | 1   | 0   | 1     |
| Mikel Landa              | 2015    | 2022   | 0   | 0   | 2   | 2     |
| Alejandro Valverde       | 2016    | 2016   | 0   | 0   | 1   | 1     |
| (2.º) España             | 1961    | 2022   | 4   | 7   | 9   | 20    |

- 14 ciclistas españoles han acabado en el podio, al menos, en una ocasión.
- 6 de ellos en el siglo XX y los otros 8, en el siglo XXI.
- Ningún ciclista pisó los tres escalones del podio, 9 lo pisaron en una única ocasión y tan solo 5 de ellos consiguieron repetir podio (Galdós, Induráin, Olano, Contador y Landa).
- España es el segundo país con más número de podios, solo por detrás de los anfitriones (Italia).